# Hans-Georg Leyser
Hans-Georg Leyser (* 16. Juni 1896 in Worin im Kreis Lebus; † 18. April 1980 in Hannover) war ein deutscher Offizier, zuletzt Generalmajor im Zweiten Weltkrieg.

## Leben
Leyser diente als Offizier im Ersten Weltkrieg.
Nach Ende des Krieges wurde er in die Reichswehr übernommen und diente in verschiedenen Verbänden.
In der Wehrmacht führte er im Zweiten Weltkrieg als Kommandeur die 29. Infanterie-Division (mot.). Er gehörte zu den fünfzig deutschen Generalen, die in sowjetischer Kriegsgefangenschaft am 8. Dezember 1944 den Aufruf »An Volk und Wehrmacht« unterschrieben, in dem die deutsche Bevölkerung und Armee zur Trennung von der NS-Führung sowie zur Beendigung des Krieges aufgefordert wurden.

## Auszeichnungen
- Eisernes Kreuz (1914) II. und I. Klasse
- Verwundetenabzeichen (1918) in Schwarz
- Spange zum Eisernen Kreuz II. und I. Klasse
- Deutsches Kreuz in Gold am 9. Dezember 1941
- Ritterkreuz des Eisernen Kreuzes am 3. Mai 1942[2][3]